# 나카가와촌 (효고현)
나카가와촌(中川村)은 효고현 아사고군에 있던 촌이다. 현재의 아사고시 동반에 해당한다.

## 역사
- 1889년 4월 1일 - 정촌제 시행에 의해 11촌의 구역을 가지고 성립하였다.
- 1954년 3월 31일 - 야마구치촌과 합병해 아사고정이 성립하여, 동일 나카가와촌은 폐지되었다.

## 교통

### 철도
- 일본국유철도 (현 서일본 여객철도)
  - 반탄선

## 참고문헌
- 가도카와 일본지명대사전 28 효고현